# Čichalov (tvrz)
Tvrziště v Čichalově v okrese Karlovy Vary je údajná lokalita na návrší za vsí, považovaná podle tvaru vrcholové plošiny za místo tvrze. Archeologická lokalita je chráněna jako kulturní památka České republiky.

## Historie
První písemná zmínka o tvrzi je z roku 1386, kdy zde sídlil zeman Hereš z Čichalova, správce pánů z Rýzmburka na hradě Bečově. Čichalovci z Čichalova zde sídlili až do roku 1664, kdy tvrz získal Valter ze Štensdorfu sňatkem s dcerou posledního Huvara z Lobenštejna. Po připojení Čichalova k Údrči tvrz zanikla.

## Popis
Tvrziště se má nacházet na vrcholu návrší zvaného Hůrka (Horka) na sever od vesnice Čichalov. Zbytky tvrze uvádí v roce 1785 Jaroslav Schaller. Obrysy zdiva jsou také zachyceny na leteckých vojenských snímcích z roku 1952. Tyto zbytky však byly postupně rozorány. 
Zda se na plošině návrší nebo na východní straně vsi nacházela tvrz, může doložit pouze archeologický výzkum.